# Komáromszemere
Komáromszemere (szlovákul Semerovo) község Szlovákiában, a Nyitrai kerületben, az Érsekújvári járásban.

## Fekvése
Érsekújvártól 15 km-re keletre fekszik.

## Története
A község határában fekvő Váras nevű dombon egykor kelta erődítmény állt, melyet később a korai szlávok is használtak. A vár a történelem viharainak esett áldozatul.
Komáromszemere (Szemere) nevét Anonymus leírása említette először. A település a honfoglaló Huba vezértől leszármazott Szemere nemzetség ősi fészke volt. E nemzetségből származtak a Komárom megyei Csúzy, Lóti és Szemere családok is.
Szent Mihály tiszteletére szentelt egyházát 1210-ben említik először Eccl. S. Michaelis de villa Scemera alakban.
1247-ben Szemerei Leusták Káva megosztásánál tanúskodott.
1328-ban Lóti Dama szemerei birtokrészét adta zálogba Sándor fia Bodov fia Miklósnak.
1332-ben a pápai tizedjegyzék szerint papja 6 garas pápai tizedet fizetett.
A falu a 16-17. században a török támadások következtében teljesen elpusztult, de később Miava környéki szlovákokkal telepítették újra.
A község pecsétje 1775-ből származik. Lakói főként mezőgazdasággal foglalkoztak.
Fényes Elek 1851-ben kiadott geográfiai szótárában így ír a községről: "Szemere, tót falu, Komárom vmegyében, Érsekujvárhoz 1 1/4 mfd. 712 kath., 50 héber lakossal, kath. anyaegyházzal. Határa dombos, de igen jó fekete földje van, kiterjed 5768 4/10 holdra, mellyből 57 15/32 urb. telek után 2228 hold urbériség, 2851 hold majorság, 305 h. erdő, 131 hold szőlő. Birják Balogh, Jankovich, Halasy, Barlangy, Rozsos, Szombathelyi, Petrics, és többen. 1532-ben Puszta-Szentmihályi Tamás és András most Csúzyak, egész Szemere helységet örök áron megvették Várday Borbálától, Abaffy Ferencz hitvesétől." 
Tűzoltó egyesülete 1906-ban alakult. A trianoni békeszerződésig Komárom vármegye Udvardi járásához tartozott, majd Csehszlovákiához került. 1938-ban az első bécsi döntéssel visszatért Magyarországhoz.
A faluban kis zsidó közösség is élt, akiket a második világháború alatt a magyar hatóságok koncentrációs táborba hurcoltak. 1945-ben visszakerült Csehszlovákiához, 1993 óta pedig Szlovákiához tartozik.

## Népessége
| Év:            | 1994. | 2004.   | 2014.   | 2024.   |
| -------------- | ----- | ------- | ------- | ------- |
| Emberek száma: | 1247  | 1365    | 1430    | 1309    |
| Eltérés:       |       | +9,46 % | +4,76 % | -8,46 % |

| Év:            | 2023. | 2024.   |
| -------------- | ----- | ------- |
| Emberek száma: | 1318  | 1309    |
| Eltérés:       |       | -0,68 % |

1910-ben 1128 lakosából 977 szlovák, 147 magyar, 2 német és 2 más anyanyelvű volt.
Az 1930-as helyi adatfelvétel befolyásoltságáról nyilvánosan értekeztek.
2001-ben 1308 lakosából 1249 szlovák és 37 magyar volt.
2011-ben 1452 lakosából 1249 szlovák és 27 magyar volt.
2021-ben 1332 lakosából 1222 (+4) szlovák, 39 (+3) magyar, 5 (+16) cigány, 21 (+1) egyéb és 45 ismeretlen nemzetiségű volt.

## Nevezetességei

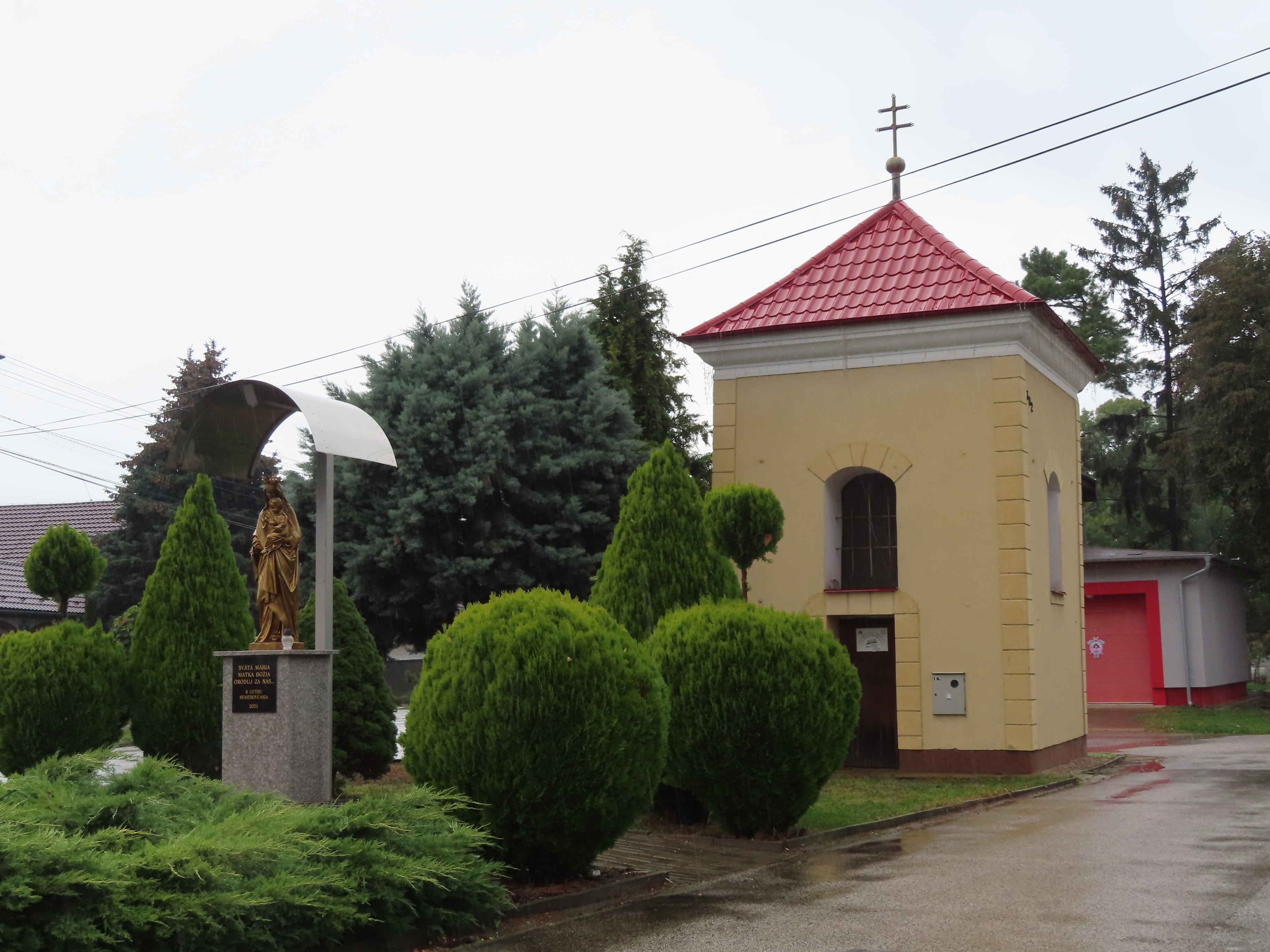
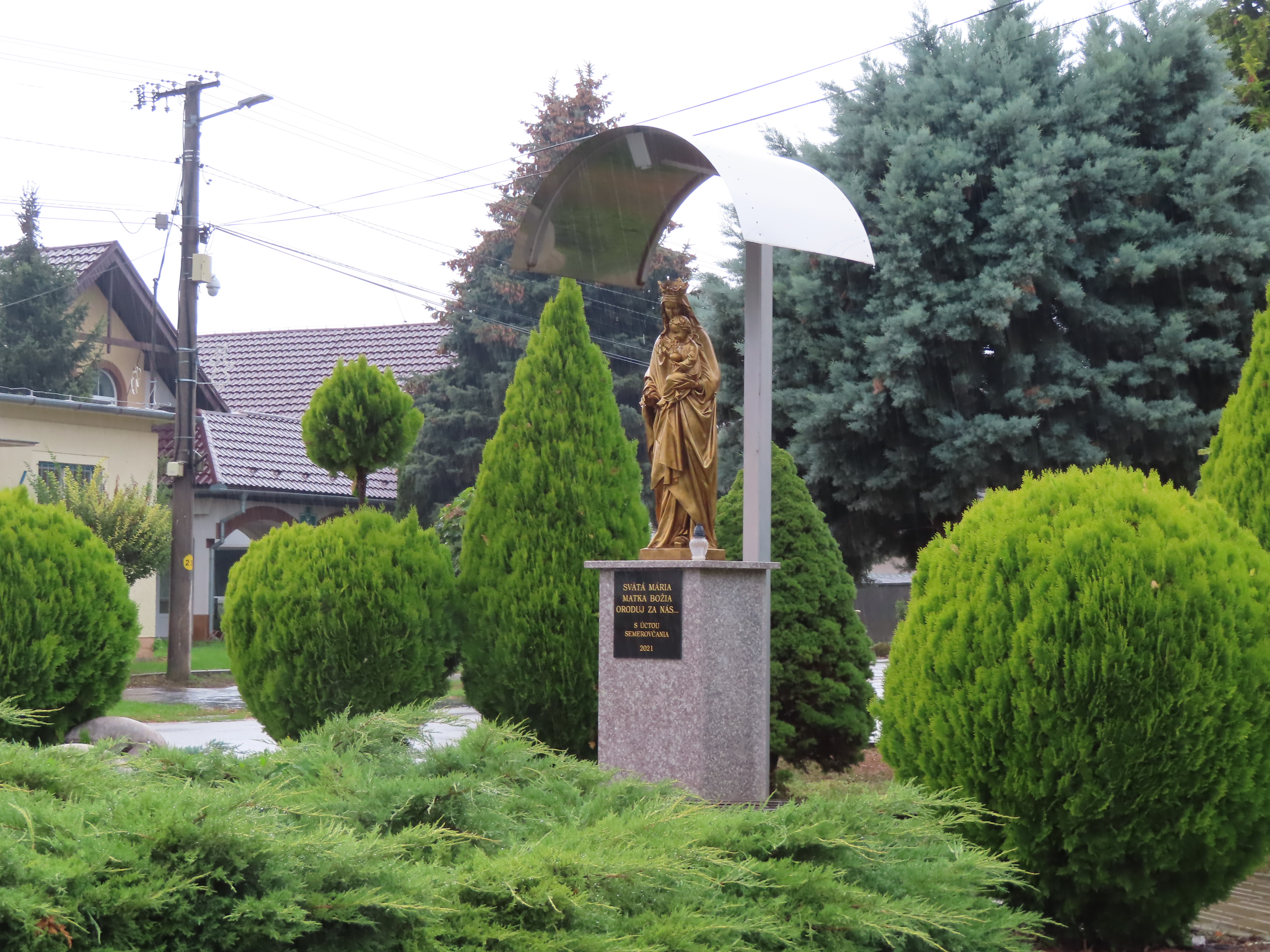

- A Nagyboldogasszony tiszteletére szentelt római katolikus temploma 1712-ben épült barokk stílusban, a korábbi lerombolt templom helyén. Az 1780-as vizitáció a templom előtt álló fa harangtornyot említ, melynek sorsa ismeretlen. Ma egy modern harangtorony áll a templom mellett.
- Területén egy 229-ből, Marcus Aurelius korából származó római követ találtak, melyet a templom falába építtettek be.
- A faluban forrás található, melyet soha be nem fagyó medencéjével római fürdő maradványának tartanak.
- Nepomuki Szent János szobra 1836-ban készült.
- Szent Flórián szobra 1868-ban készült.
- A falu zsidó temetője már 1770-ben is megvolt, 1995-ben állították helyre.

## Külső hivatkozások
- Hivatalos oldal
- Tourist-channel.sk
- Községinfó
- Komáromszemere Szlovákia térképén